# Liga Popierania Turystyki

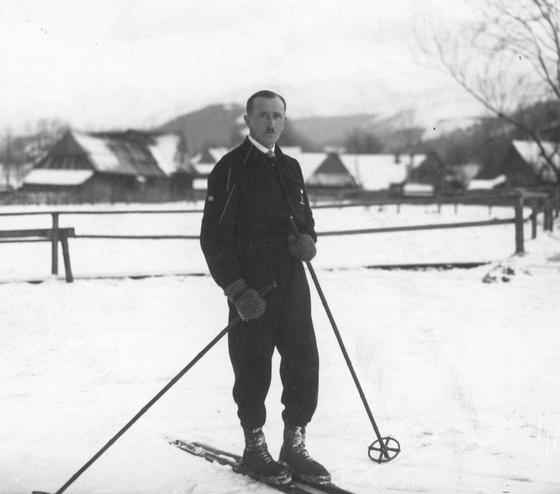
Aleksander Bobkowski - wieloletni prezes Ligi Popierania Turystyki

Liga Popierania Turystyki – półoficjalna polska organizacja turystyczna, powstała na mocy decyzji Ministra Komunikacji Michała Butkiewicza z dnia 26 kwietnia 1935 roku. Celem jej powstania była organizacja i popieranie taniej turystyki masowej, promocja poszczególnych regionów Polski oraz finansowanie przedsięwzięć turystycznych. Struktura organizacyjna Ligi była ściśle powiązana ze strukturą organizacyjną Polskich Kolei Państwowych; funkcję prezesów delegatur LPT sprawowali dyrektorzy Dyrekcji Okręgowych Kolei Państwowych.
Formalnie Liga rozpoczęła działalność z dniem 25 maja 1935 roku. W dniu 12 czerwca 1935 roku w Warszawie odbył się Organizacyjny Walny Zjazd LPT. Powołał on Zarząd Tymczasowy, a jego pierwszym prezesem został inż. Aleksander Kodelski. Pomimo swojego półoficjalnego charakteru, Liga dysponowała większością państwowych funduszy na rozwój turystyki masowej. Największy rozkwit swej działalności zanotowała ona pod kierownictwem wiceministra komunikacji Aleksandra Bobkowskiego.
Oprócz przedsięwzięć o charakterze inwestycyjnym, działania Ligi realizowane były poprzez organizację imprez masowych oraz połączeń kolejowych (pociągi popularne) z atrakcyjnymi turystycznie regionami Polski. Z jej inicjatywy w niektórych miastach uruchomiono biura informacji turystycznej. Od 1937 roku wydawany był Biuletyn Komisji Studiów Ligi Popierania Turystyki, powołanej w czerwcu 1936 roku celem naukowego opracowywania zagadnień turyzmu w Polsce. Wraz z Towarzystwem Krzewienia Narciarstwa i Państwowym Instytutem Meteorologicznym, LPT redagowała i ogłaszała komunikaty śniegowe dla terenów Karpat, Gór Świętokrzyskich i innych regionów Polski. Ponadto wydawane były mapy, broszury i foldery.
Liga zajmowała się również organizacją turystyki pielgrzymkowej – w tym celu współpracowała z kuriami, a wśród jej członków byli również księża. Jednym z niezrealizowanych zamierzeń LPT była budowa w pobliżu Jasnej Góry w Częstochowie domu pielgrzyma na tysiąc miejsc noclegowych. Ponadto Liga była w 1935 roku inicjatorem kolejowych „pielgrzymek” na sypanie Kopca Piłsudskiego w Krakowie.

## Niektóre obiekty turystyczne wybudowane przy udziale LPT

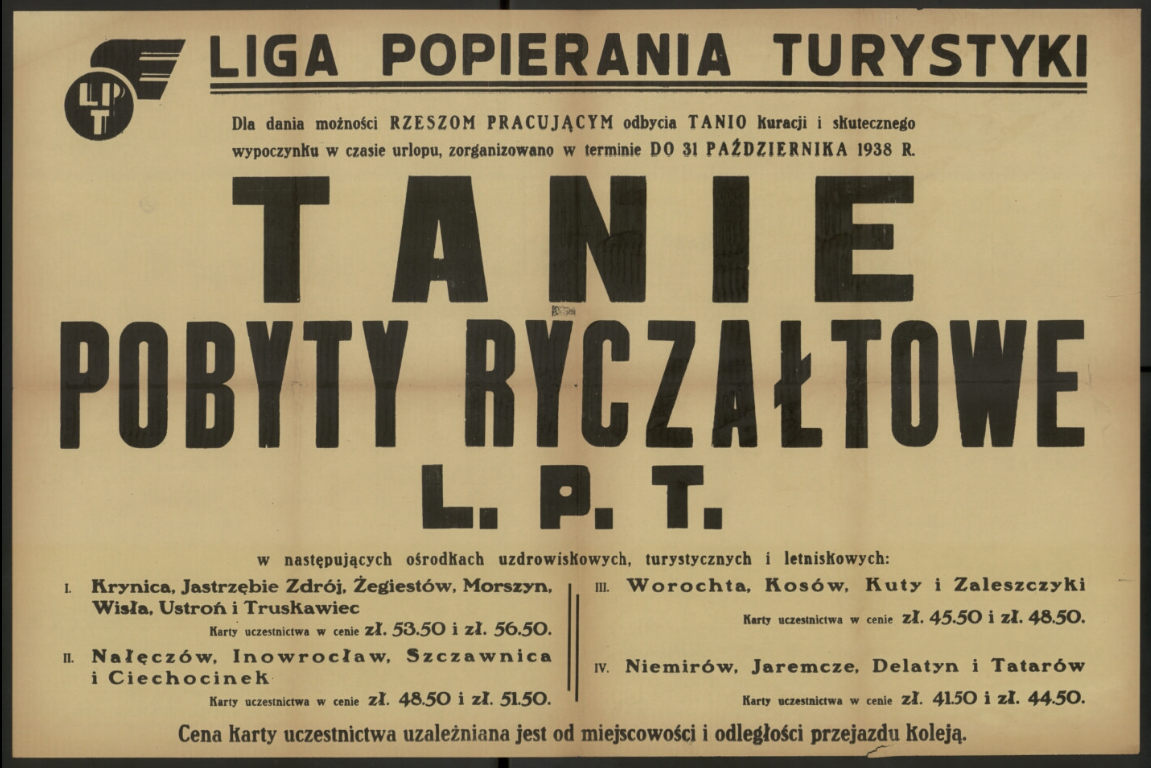
Afisz Ligi Popierania Turystyki z 1938

- kolej linowa na Kasprowy Wierch (1935)[3] – Liga była udziałowcem spółki „Linkolkasprowy”,
- kolej linowo-terenowa „Góra Parkowa” w Krynicy (1937)[4] – Liga była głównym udziałowcem spółki „Kolej Górska w Krynicy”,
- kolej linowo-terenowa „Gubałówka” (1938),
- Dom Turystyczny LPT w Sławsku (1936)[5] – ukończenie i uruchomienie obiektu rozpoczętego przez KS Czarni Lwów,
- obecny Dom Wycieczkowy PTTK w Augustowie (1939)[6],

Ponadto Liga patronowała schronisku PTN w Siankach w Bieszczadach oraz była inicjatorem otwarcia w 1937 roku Masowego Hotelu Turystycznego w Gdyni.